# DFS SG 38
O DFS SG 38, SG 38 Schulgleiter ou Schneider DFS 108-14 SG-38 Schulgleiter, é um planador alemão que foi usado em grande escala para instruir alunos de pilotagem. Foi um dos principais instrumentos de ensino de pilotagem usado pela Luftwaffe durante a Segunda Guerra Mundial.